# الملكي (السبرة)

تعديل مصدري - تعديل

الملكي محلة تابعة لقرية تربة الازهور، التابعة لعزلة الازهور بمديرية السبرة إحدى مديريات محافظة إب في الجمهورية اليمنية، بلغ تعداد سكانها 228 حسب تعداد اليمن لعام 2004.